# Kazimierz Kandzierski
Kazimierz Kandzierski (ur. 19 listopada 1924 w Lublinie, zm. 15 kwietnia 1998) – polski spawacz, poseł na Sejm PRL IV kadencji.

## Życiorys
Uzyskał wykształcenie średnie niepełne, z zawodu spawacz. Był zatrudniony w Kraśnickiej Fabryce Wyrobów Metalowych. Należał do Polskiej Zjednoczonej Partii Robotniczej. W 1965 uzyskał mandat posła na Sejm PRL w okręgu Kraśnik. W parlamencie pracował w Komisji Przemysłu Ciężkiego, Chemicznego i Górnictwa.
Został pochowany na cmentarzu komunalnym w Kraśniku.